# Lego
The Lego Group (nazwa stylizowana: LEGO) – przedsiębiorstwo zabawkarskie, założone przez Ole Kirka Christiansena 10 sierpnia 1932 roku w Billund w Danii. W początkowych latach istnienia przedsiębiorstwo zajmowało się między innymi produkcją drewnianych zabawek, następnie zabawki stały się jedynym profilem jego działalności.

## Historia

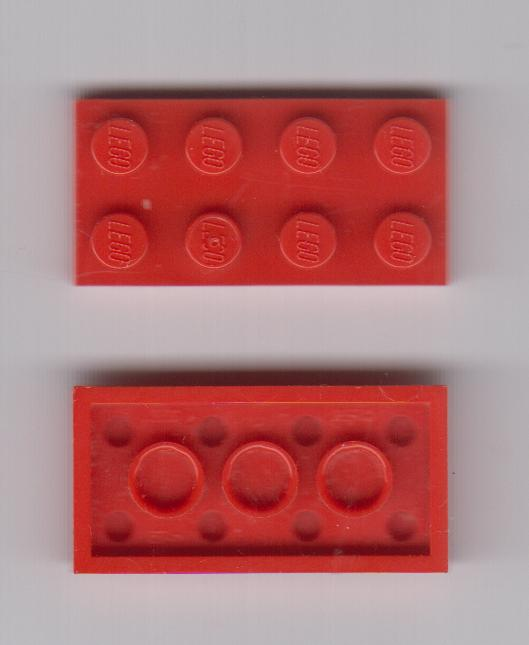
Płaski klocek Lego; widoczne wypustki i gniazda

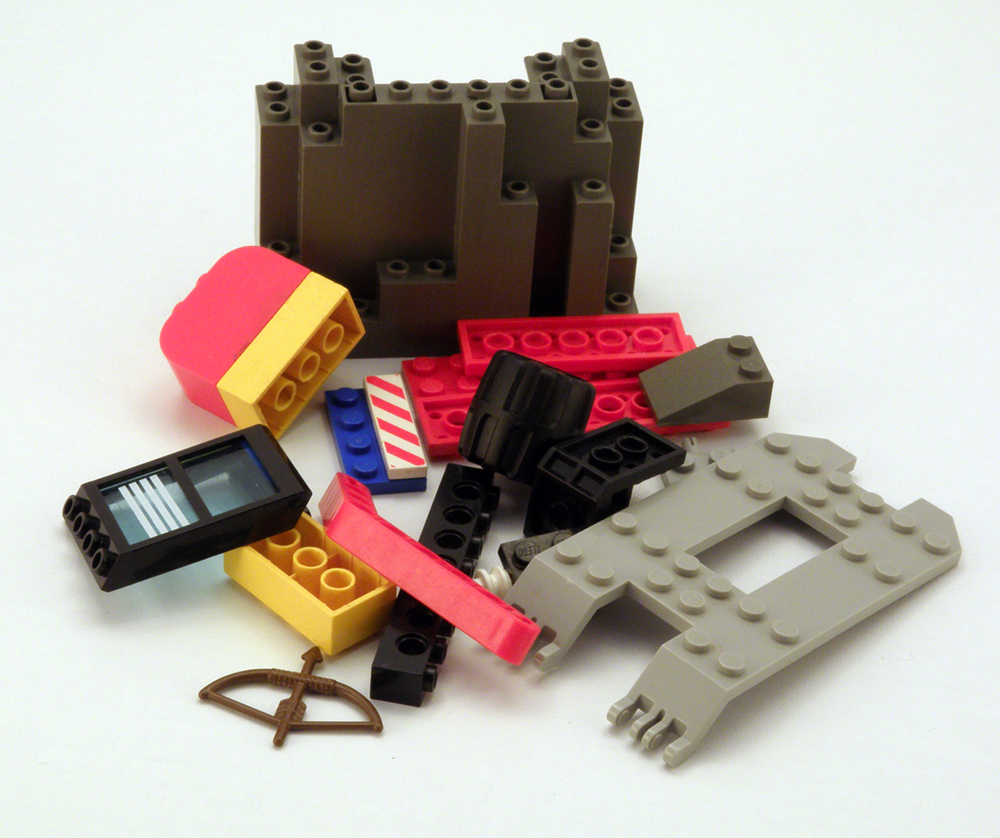
Klocki Lego

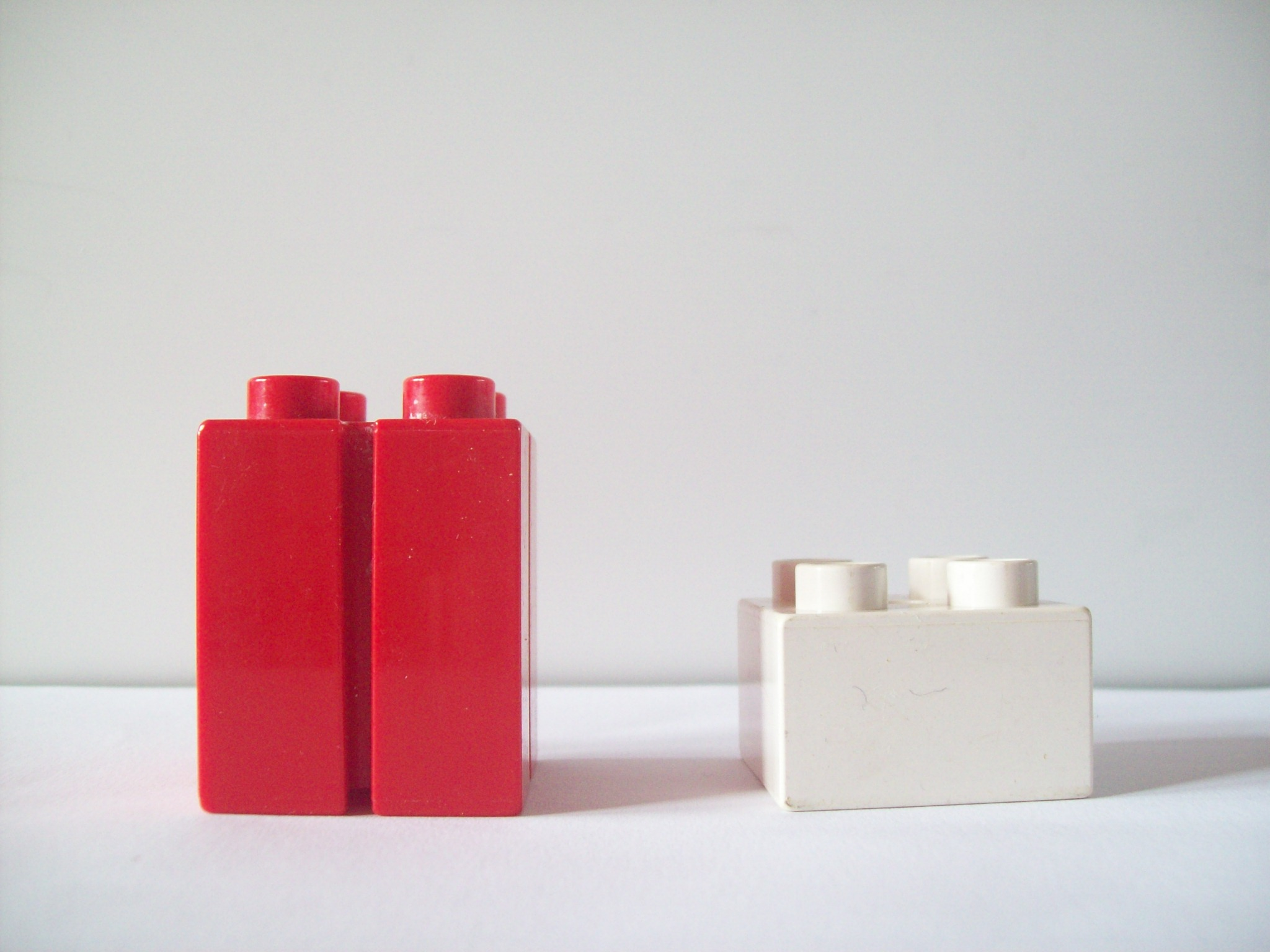
Klocki Lego Duplo

Nazwę Lego przedsiębiorstwo przyjęło w 1934 r. Jest to skrót utworzony od duńskiego zwrotu „leg godt” (baw się dobrze), natomiast jednym ze znaczeń tego wyrazu po łacinie jest „składam”.
W 1947 przedsiębiorstwo Lego zaczęło produkować zabawki z tworzywa sztucznego. Wielki światowy sukces przyniosły przedsiębiorstwu klocki-cegiełki, składane razem za pomocą systemu wypustek i odpowiadających im gniazd, pozwalające na uzyskiwanie wielu możliwych kombinacji połączeń. Pierwszy rodzaj klocków wyprodukowany został w 1949 roku, w ciągu następnych lat przedsiębiorstwo stopniowo poszerzało asortyment. Sposób łączenia klocków został opatentowany 28 stycznia 1958. Począwszy od lat 60. XX w., zestawy klocków Lego umożliwiają budowę miast z modelami między innymi: domów, samochodów; zawierały także figurki mieszkańców. W 1975 roku w zestawach pojawiły się pierwsze proste minifigurki (tzw. Ludzik Lego), a obecną formę z ruchomymi częściami ciała przybrały od 1978 roku i nie zmieniły się pod względem budowy do chwili obecnej. Asortyment produkowanych zabawek wciąż się powiększa, obejmując produkty przeznaczone dla różnych grup wiekowych — zarówno dla dzieci, jak i dla dorosłych.
Klocki Lego produkowane są z ABS.
Koncern Lego w 2010 posiadał około 70% udziału w światowym rynku klocków, co oznacza, iż około 400 mln ludzi bawi się corocznie jej produktami.
W 2022 roku z okazji dziewięćdziesięciolecia firmy zostały wydane jubileuszowe zestawy nawiązujące do dawnych serii LEGO, m.in. Castle oraz Space.

### Kalendarium
- 1932 – założenie przez Ole Kirka Christiansena firmy produkującej drewniane zabawki[4]
- 1936 – nadanie nazwy Lego firmie oraz rozpoczęcie produkcji zabawek pod tą marką[4]
- 1946 – rozpoczęcie produkcji pierwszych zabawek z plastiku[4]
- 1949 – rozpoczęcie produkcji klocków plastikowych, nazwanych Automatycznie Łączącymi się Klockami[4]
- 1953 – plastikowe klocki zostają nazwane oficjalnie Klockami Lego[4]
- 1958 – opracowany zostaje nowy system łączenia klocków, który stosowany jest do dziś[4]
- 1958 – po śmierci założyciela dyrektorem przedsiębiorstwa został jego syn, Godtfred Kirk Christiansen[4]
- 1960 – zaprzestanie produkcji zabawek drewnianych wskutek kolejnego w historii firmy pożaru hali produkcyjnej[4]
- 1968 – powstał pierwszy park rozrywki przedsiębiorstwa Legoland w Billund[4]
- 1969 – wprowadzenie serii klocków Lego Duplo, skierowanych do najmłodszych dzieci[4]
- 1977 – wprowadzenie serii klocków Lego Technic[4]
- 1978 – pojawienie się charakterystycznych ruchomych minifigurek – ludzików Lego[4]
- 1986 – Godfred Kirk Christiansen zrezygnował z funkcji prezesa zarządu; stanowisko to przejął Kjeld Kirk Kristiansen – wnuk założyciela przedsiębiorstwa[4]
- 2002 – otwarcie pierwszego własnego sklepu Lego, w Kolonii w Niemczech[4]
- 2008 – Europejski Sąd Pierwszej Instancji odebrał przedsiębiorstwu Lego wyłączność na kształt ich klocków[5]
- 2009 – pomimo światowego kryzysu gospodarczego przedsiębiorstwo odnotowało 22% wzrost sprzedaży oraz 63% wzrost zysków[3]
- 2012 – zakłady Lego wyprodukowały 318 milionów klocków-opon i pod względem liczby są największym producentem opon na świecie, co zostało odnotowane w Księdze Rekordów Guinessa[6].
- 2015 – wprowadzenie na rynek pierwszych kapci chroniących stopy przed skutkami nadepnięcia na klocek; kapcie ukazały się w limitowanej edycji (1500 sztuk)[7]
- 2017 – otwarcie Lego House w Billund, muzeum firmy Lego i interaktywne centrum rozrywki[4]
- 2018 – wyprodukowanie pierwszych klocków Lego z materiałów produkcyjnych pochodzących ze źródeł zrównoważonych[4]
- 2022 – otwarcie Lego Campus w Billund, wielofunkcyjnego budynku biurowego będącego częścią siedziby głównej firmy[8]

### Historia logo firmy

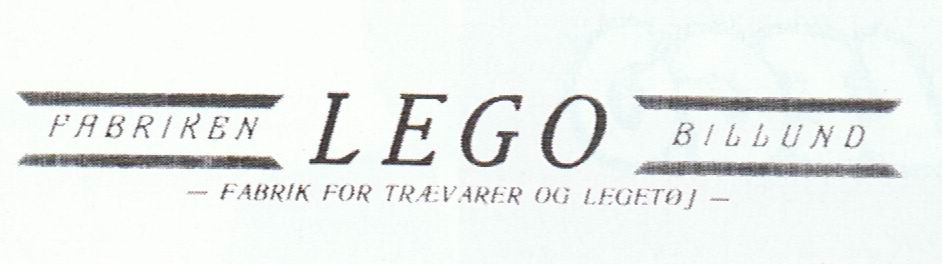
Logo z lat 1936–1946
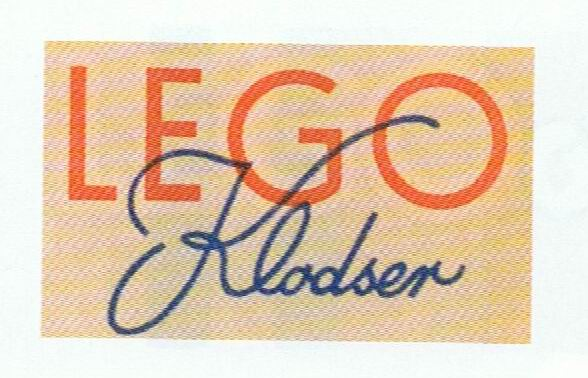
Logo z lat 1946–1948
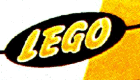
Logo z lat 1948–1950
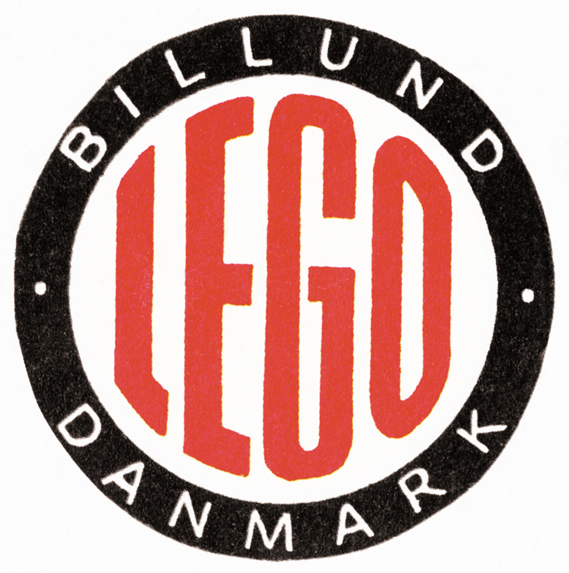
Alternatywne logo z lat 1948–1950
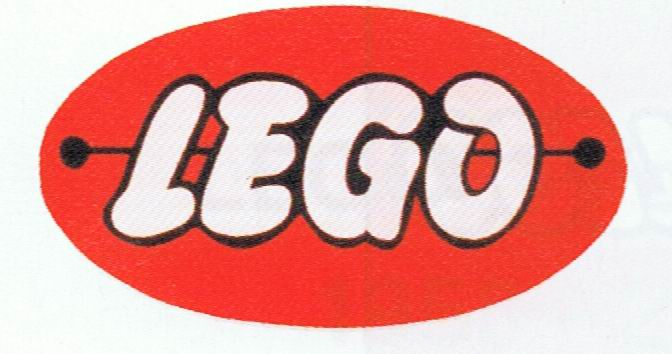
Logo z lat 1953–1959
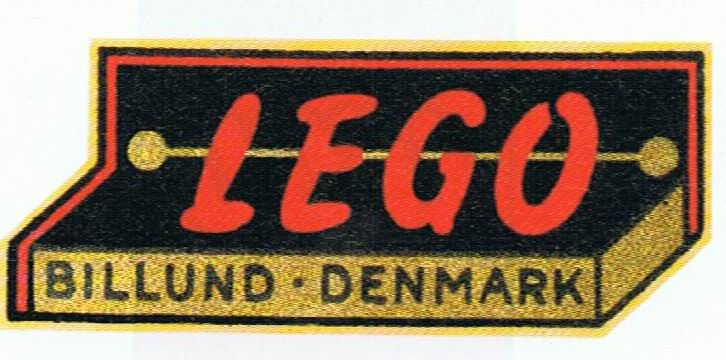
Alternatywne logo z lat 1954–1959
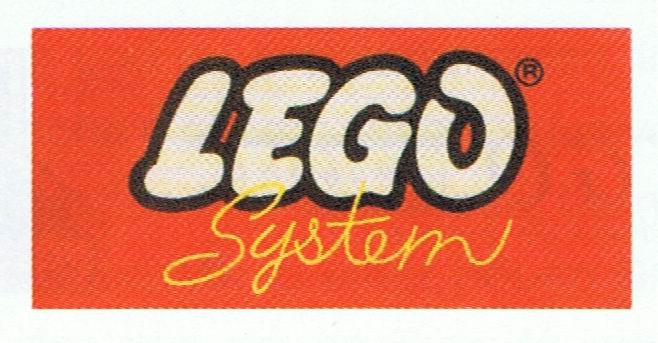
Logo z lat 1959–1964
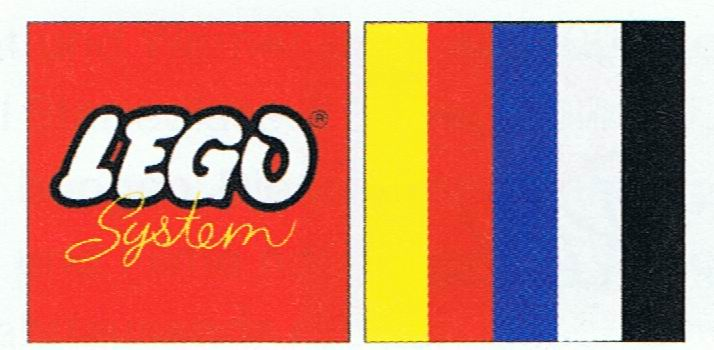
Logo z lat 1964–1972
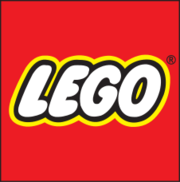
Logo od 1972 do 17 listopada 1998
Logo od 18 listopada 1998 do dzisiaj

## Przykładowe serie Lego
- City

Seria wcześniej nosiła nazwy Legoland, Lego Town i Lego World City. Obejmuje zestawy klocków, z których można budować pojazdy i scenki z życia mieszkańców miasta.
- Minecraft

Seria klocków inspirowana grą komputerową Minecraft.
- Creator

Seria zestawów klocków, z których można zbudować rozmaite budynki i pojazdy. Charakteryzuje się tzw. funkcją 3 w 1, dzięki temu z jednego zestawu można zbudować kilka modeli, do których jest dołączona instrukcja.
- Duplo

Seria klocków przeznaczona dla małych dzieci w wieku 1–5 lat. Klocki i figurki z tej serii są większe od normalnych klocków Lego, co uniemożliwia połknięcie ich. Są barwne i zachęcają dzieci do zabawy. Uczą myślenia i pomagają w rozwoju manualnym.
- Technic

Seria jest jedną z najbardziej zaawansowanych serii Lego Group. Pozwala budować realistycznie działające konstrukcje i modele. Głównymi elementami są osie i elementy z nimi współpracujące. Na wyposażeniu znajdują się także silniki elektryczne, siłowniki, pneumatyka, wszelakiego rodzaju przekładnie i sprzęgi. Dodatkowo niektóre zestawy wyposażone są w zaawansowaną elektronikę, taką jak elementy zdalnego sterowania czy prostego programowania. Seria została wprowadzona w 1977 roku.
- Star Wars

Najlepiej sprzedająca się licencjonowana seria. Jest oparta na popularnej sadze filmowej Gwiezdne Wojny. Seria została wprowadzona w 1999 roku.

## Filmy i seriale
| Filmy     | Filmy                                      | Filmy                                      | Filmy                   | Filmy                   |
| Rok       | Oryginalny tytuł                           | Tytuł                                      | Data premiery           | Data premiery           |
| --------- | ------------------------------------------ | ------------------------------------------ | ----------------------- | ----------------------- |
| 2010      | Lego: The Adventures of Clutch Powers      | Lego: Clutch Powers wkracza do akcji       | 23 lutego 2010          | 23 marca 2010           |
| 2014      | The Lego Movie                             | Lego: Przygoda                             | 6 lutego 2014           | 7 lutego 2014           |
| 2017      | The Lego Batman Movie                      | Lego Batman: Film                          | 10 lutego 2017          | 10 lutego 2017          |
| 2017      | The Lego Ninjago Movie                     | Lego Ninjago: Film                         | 22 września 2017        | 22 września 2017        |
| 2019      | The Lego Movie 2: The Second Part          | Lego: Przygoda 2                           | 8 lutego 2019           | 8 lutego 2019           |
| 2016      | LEGO Scooby-Doo! Haunted Hollywood         | Lego Scooby-Doo Nawiedzone Hollywood       | 10 maja 2016            | 10 czerwca 2016         |
| 2017      | LEGO Scooby-Doo! Blowout Beach Bash        | Lego Scooby-Doo! Klątwa piratów            | 25 lipca 2017           | 13 września 2017        |
| 2015      | LEGO Scooby-Doo: Knight Time Terror        | Scooby Doo i Czarny Rycerz                 | 25 listopada 2015       | 23 stycznia 2016        |
| Seriale   |                                            |                                            |                         |                         |
| 2013–2014 | Lego Star Wars: The Yoda Chronicles        | Lego Star Wars: Kroniki Yody               | 29.05.2013 – 23.11.2014 | 22.09.2013 – 29.11.2014 |
| 2010–2014 | Lego Hero Factory                          | Lego Hero Factory: Pierwsze akcje rekrutów | 10.09.2010 – 09.01.2014 | 14.05.2011 –            |
| 2013–2014 | Legends of Chima                           | Legendy Chima                              | 16.02.2013 – 22.11.2014 | 11.05.2013 – 22.03.2015 |
| 2011      | Lego Ninjago: Masters of Spinjitzu         | Ninjago: Mistrzowie spinjitzu              | 14.01.2011 – ?          | 10.02.2012 – ?          |
| 2012–     | Lego Friends of Heartlake City             | Lego Friends/ Przyjaciele z Heartlake City |                         | 21.09.2013 – ?          |
| 2014–2015 | Mixels                                     | Mixele                                     | 12.02.2014 – ?          | ?                       |
| 2015      | Lego Star Wars: Droid Tales                | Lego Star Wars: Opowieści droidów          | 6 lipca 2015 – ?        | 29 sierpnia 2015 – ?    |
| 2015–2017 | Lego Nexo Knights                          | Lego: Rycerze Nexo                         | 13.12.2015 –01.09.2017? | 17.12.2015 –18.0.2017   |
| 2015–2016 | Lego Elves                                 | Lego Elves                                 |                         | 23.03.2016 – ?          |
| 2016–2017 | Lego Star Wars: The Freemaker Adventure    | Lego Star Wars Przygody Freemakerów        |                         |                         |
| 2019      | Lego Jurassic World: Legend of Isla Nublar | Lego Jurassic World: Legenda Wyspy Nublar  | 06.07. – 30.10.2019     |                         |
| 2019–     | Lego City Adventures                       | Lego City: Miasto przygód                  | 22.06.2019              |                         |
| 2019–2020 | LEGO Hidden Side                           | Lego Hidden Side                           | 16.10.2019 - 2020       |                         |

## Parki rozrywki Legoland
Istniejące parki (daty otwarcia):

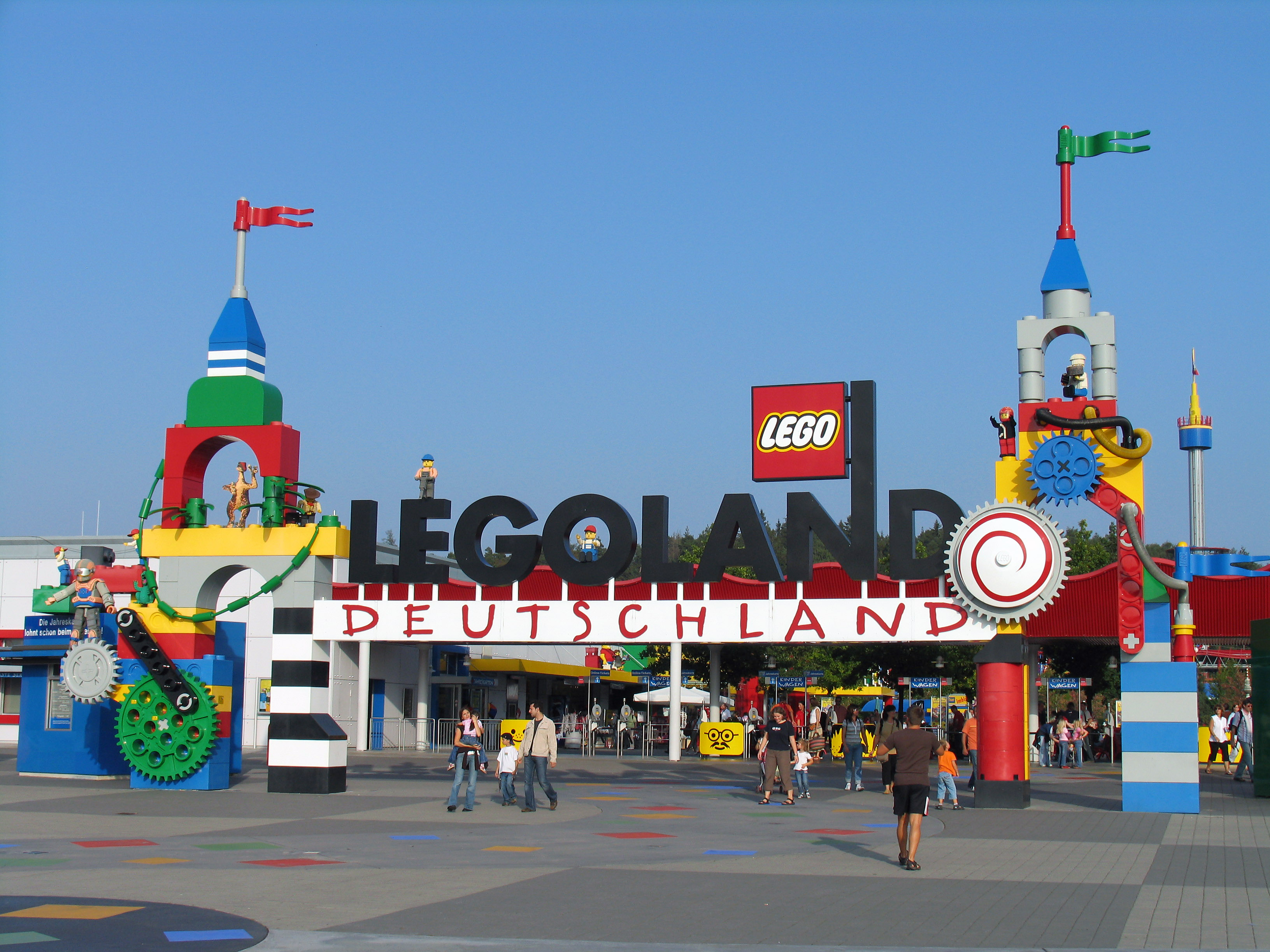
Legoland Deutschland w Günzburgu

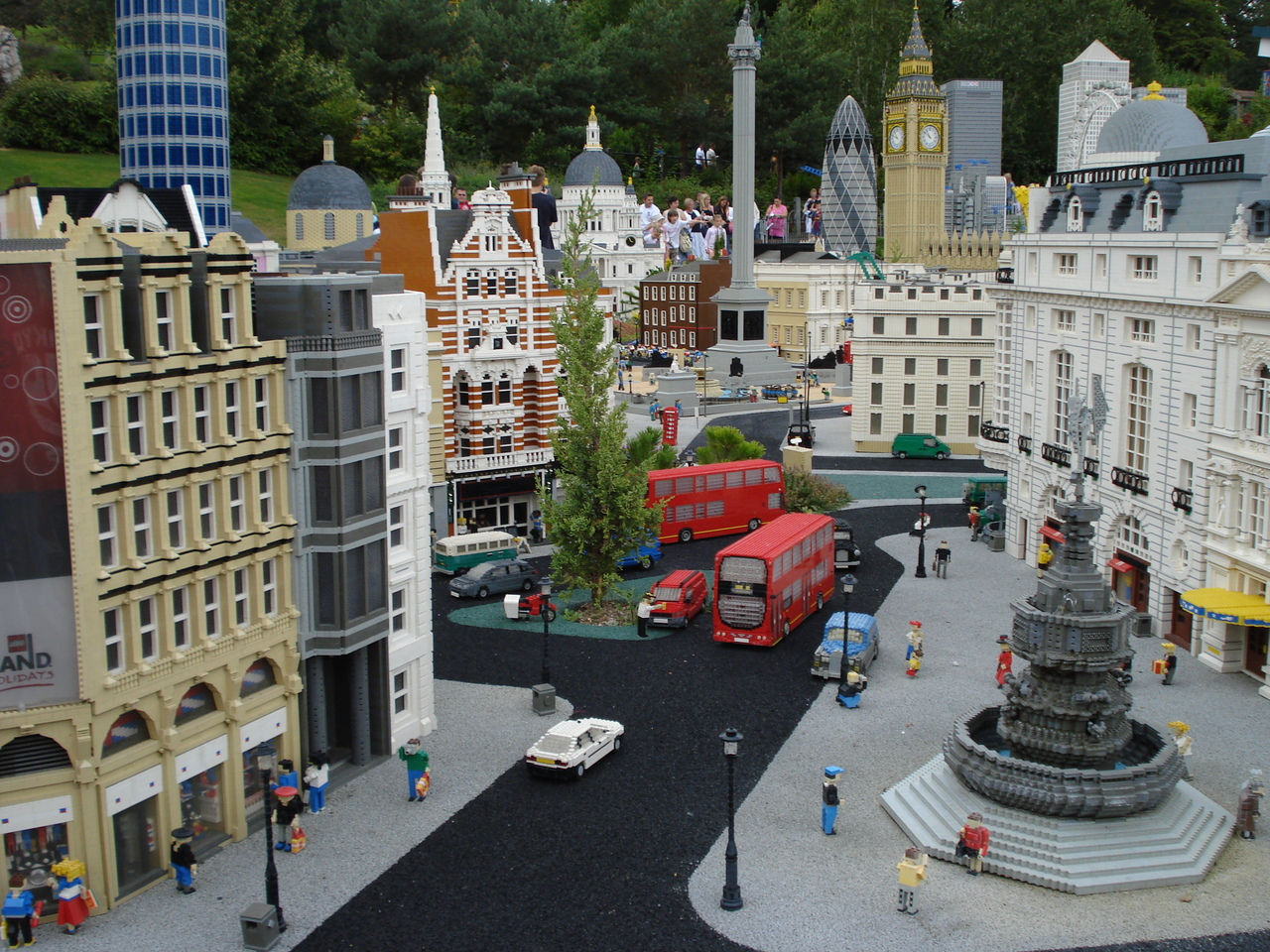
Legoland Windsor

- Legoland Billund w Billund (1968);
- Legoland Windsor w Windsor (1996);
- Legoland California w Carlsbad (1999);
- Legoland Deutschland w Günzburgu (2002);
- Legoland Florida w Winter Haven (2011);
- Legoland Malaysia w Johor (2012);
- Legoland Dubai w Dubaju (2016);
- Legoland Japan w Nagoja (2017);
- Legoland Korea w Gangwon (2019);
- Legoland New York w Goshen (2020).

Nieistniejące:
- Legoland Park in Germany w Sierksdorf (1973–76), obecnie Hansa-Park.

Planowane:
- Legoland Shanghai w Qingpu (2022).